# Scleraulophorus
Scleraulophorus är ett släkte av plattmaskar. Scleraulophorus ingår i familjen Scleraulophoridae.
Släktet innehåller bara arten Scleraulophorus cephalatus. Scleraulophorus är enda släktet i familjen Scleraulophoridae.